# مدال مارشال باقرامیان
مدال مارشال باقرامیان (ارمنی: «Մարշալ Բաղրամյան» Մեդալ) جایزه دولتی جمهوری ارمنستان می‌باشد که پیش از هرچیز به کهنه‌سربازان جنگ بزرگ میهنی و همچنین نظامیان فعال نیروهای مسلح ارمنستان اعطا می‌شود. این مدال به افتخار ایوان باقرامیان، مارشال اتحاد جماهیر شوروی نامگذاری شده‌است که یکی از معدود ارمنیانی است به این درجه نایل شده و همچنین دومین افسر نظامی غیر اسلاوی (بعد از مکس ریتر لتونیایی) بود که فرماندهی ارتش سرخ را در جبهه‌های مقدم جنگ به‌عهده داشت. این مدال در سال ۱۹۹۷ و در یکصدمین سالگرد زادروز ایوان باقرامیان پایه‌گذاری شد.

## مقررات اهدای جایزه
مدال مارشال باقرامیان به افرادی اعطا می‌شود که:
1. در پیکارهای مربوط به جنگ جهانی دوم شرکت کرده‌اند
2. کهنه سربازان شاغلی که با روحیه نظامی-میهن پرستانه در آموزش جوانان مشارکت دارند
3. ارتشبدها و افسران، درجه داران و گروهبان‌های نیروهای مسلح که در زمان دفاع از مرزهای ارمنستان مستقیماً در درگیری‌ها شرکت داشتند.

درخواست‌نامهٔ اعطای مدال مارشال باقرامیان توسط «شورای اتحادیه پیشکسوتان وزارت دفاع» و همچنین «بنیاد مارشال باقرامیان» ارسال می‌شود. این مدال به دستور وزارت دفاع ارمنستان اعطا می‌شود و دارای گواهی‌نامه الصاق آن به لباس نظامی است. مدال در سمت چپ سینه، پس از مدال خدمات رزمی قرار می‌گیرد. همچنین ممکن است این مدال به کهنه‌کاران ارتش و پرسنل نظامی کشورهای کشورهای مستقل همسود و سایر دولت‌ها اعطا شود.
وزیر دفاع ارمنستان هر ساله، در روز آزادی‌سازی شوشی (۸ مه)، که در آستانه روز پیروزی و صلح است، حدود ۱۰۰ مدال به کهنه‌سربازان و پیشکسوتان نظامی ارمنستان اهدا می‌کند.

## دریافت کنندگان

### سرشناسان
- لوون مناتساکانیان - وزیر امور خارجه سابق آرتساخ.
- یوری خاچاتوروف - دبیرکل اسبق سازمان پیمان امنیت جمعی (CSTO).
- میکائل هاروتیونیان - هفتمین وزیر دفاع ارمنستان.[۴]
- سیران اوهانیان - وزیر پیشین دفاع ارمنستان و جمهوری آرتساخ.
- آلوارد پتروسیان - نویسنده، واژه‌شناس و مدیر تبلیغات ارمنستانی.
- نورات تر-گریگوریانس - سپهبد بازنشسته شوروی و ارمنی که نقش مهمی در جنگ اول قره‌باغ داشت.
- سیران شاهسواریان دبیر مطبوعاتی سابق وزارت دفاع ارمنستان.
- کریستاپور ایوانیان - یکی از بنیانگذاران ارتش تدافعی جمهوری آرتساخ.
- آرمن پوگوس یان (نوازنده نظامی) - مدیر ارشد نظامی گروه موسیقی ستاد کل نیروهای مسلح ارمنستان.
- هایک م. گریگوریان - وکیل ارمنستانی و رئیس کمیته تحقیق.
- والری گراسیموف - رئیس کنونی ستاد مشترک و نیروهای مسلح فدراسیون روسیه
- هایک چوبانیان - وزیر صنایع پیشرفته ارمنستان[۵]

### دیگران
در تاریخ ۱۸ ژوئیه ۲۰۰۲، سفارت ارمنستان در تفلیس طی مراسمی، به ۸ نفر از پیشکسوتان لشکر ۸۹ تفنگداران پیاده‌نظام این مدال را اعطا نمود.